# Veremos a Dolores
Veremos a Dolores es el título de una canción interpretada por Ana Belén y compuesta por su marido Víctor Manuel.

## Descripción
El tema reivindica la figura de Dolores Ibárruri Pasionaria, a la sazón Presidenta del Partido Comunista de España (del que en el momento eran militantes tanto Ana Belén como Víctor Manuel) y celebra su retorno a España (y en concreto a Madrid, ciudad mencionada en la canción), tras cerca de 40 años de exilio que siguieron al fin de la Guerra Civil Española.
La canción se publicó en el álbum colectivo Hablan Los Partidos: Partido Comunista de España (1977).